# Ian Garrow
Tenente-Coronel Ian Grant Garrow DSO (24 de agosto de 1908 - 28 de março de 1976) foi um oficial do exército britânico na Highland Light Infantry.

## Início de Carreira
Garrow frequentou a Glasgow Academy, onde subiu ao posto de cadete sargento durante o treinamento de oficiais da academia. Foi indicado como segundo tenente do 9º batalhão do Highland Light Infantry no Exército Territorial em 21 de maio de 1930. Ele foi promovido a tenente em 21 de maio de 1933 e entrou em serviço ativo em 9 de junho de 1937.

## Segunda Guerra Mundial
Após a rendição do Highland 51st Division em Saint-Valéry-en-Caux na costa da Normandia em 12 de junho de 1940, Garrow, então tenente, conseguiu escapar sendo feito prisioneiro. Ao ouvir que a França havia se rendido, Garrow e outros oficiais britânicos tentaram escapar para Ilhas do Canal, mas não obtiveram sucesso. Em Agosto, após caminhar até Marselha, Garrow se entregou ao Régime de Vichy e foi oficialmente preso, embora pudesse se mover livremente pela cidade.
A partir de Outubro de 1940, Garrow começou a trabalhar com outros prisioneiros britânicos e agentes como Nancy Wake, para organizar a fuga para a Grã-Bretanha de prisioneiros Aliados, prisioneiros de guerra, e outras pessoas que estivessem presas na França.
Eles se juntaram a Albert Guérisse em Junho de 1941, cujo nom de guerre de "Pat O'Leary" também se tornou o nome da network responsável por transportar Aliados para fora da França, a "Pat Line".
Garrow foi preso pela policia Vichy em Outubro de 1941 e mais tarde aprisionado em Mauzac (Dordonha). O'Leary assumiu seu cargo como líder das rotas de fuga. Garrow foi resgatado de Mauzac em dezembro de 1942 pela Pat Line e abrigado com Francoise Dissard em Toulouse, antes de ser levado através dos Pireneus ao Consulado Britânico em Barcelona. Garrow retornou à Inglaterra no começo de fevereiro de 1943, e como um oficial significativo durante a guerra, foi condecorado com a Ordem de Serviços Distintos (DSO) em 4 de maio.
Michael Foot e Jimmy Langley o descrevem como "um capitão alto e moreno dos Seaforth Highlanders nos seus vinte anos, que falava francês com um perceptível sotaque escocês".

## Pós-Guerra
Garrow terminou a guerra como tenente, e foi promovido ao significativo posto de major em 1 de janeiro de 1949. Ele continuou no Exército Territorial, se aposentando em 20 de setembro de 1958 como tenente-coronel honorário.
Veja : WO208/3312-1075